# Trediveårskrigen
Trediveårskrigen var en række militære konflikter i Centraleuropa, hovedsageligt i Tyskland. Som udgangspunkt var krigen en religionskrig mellem katolikker og protestanter inden for det Tysk-romerske rige, repræsenteret ved Den katolske liga og Den Protestantiske Union, selvom intern politik og magtbalance i riget også spillede en stor rolle. Gradvist udviklede krigen sig til en mere generel konflikt, der involverede de fleste europæiske stormagter.
Habsburgerne i Østrig og Spanien og deres forbundsfæller i Tyskland kæmpede mod Frankrig, Holland, Sverige og Danmark.
Felttogene og slagene foregik fortrinsvis inden for grænserne af det Tysk-romerske rige, omend det meste af Jylland en overgang blev besat. Krigshandlingerne og dens hungersnød og epidemier lagde store landområder øde. I Sydtyskland overlevede kun ca. en tredjedel af befolkningen. Nogle steder tog det over 100 år, før økonomi og erhvervsliv kom sig oven på krigens ødelæggelser.
Trediveårskrigen sluttede med den Westfalske fred, som blev proklameret den 24. oktober 1648 fra rådhusene i de to forhandlingsbyer Osnabrück og Münster.

## Tidslinje for Trediveårskrigen
- 1618 Oprøret i Bøhmen.
- 1620 Slaget ved Det Hvide Bjerg, den bøhmiske opstand knuses, krigen videreføres i Tyskland.
- 1621 Spanien genoptager krigen mod Nederlandene og støtter herved kejseren i krigen.
- 1625 Christian 4. intervenerer i krigen som tysk hertug.
- 1626 Slaget ved Lutter am Barenberg, den nedersaksiske kreds med Christian 4. i spidsen bryder sammen.
- 1627 Jylland invaderes af den tyske kejsers styrker. Danmark inddrages officielt i krigen.
- 1629 Freden i Lübeck, Danmark udtræder af krigen.
- 1630 Sverige intervenerer i krigen.
- 1631 Gustav Adolf sejrer i slaget ved Breitenfeld.
- 1632 Slaget ved Rain am Lech og Slaget ved Lützen, Gustav Adolf falder.
- 1633 Mordet på Wallenstein.
- 1634 Slaget ved Nördlingen, Sveriges stilling svækkes midlertidigt.
- 1635 Frankrig intervenerer på svensk side.
- 1636 Svensk sejr ved Wittstock.
- 1639 Den spanske flåde sænkes i Kanalen.
- 1640 Første fredsudspil.
- 1643 Fransk sejr over spanierne ved Rocroi. Svensk angreb på Danmark (Torstenson-krigen).
- 1646 Fredsforhandlingerne begynder.
- 1648 Den Westfalske Fred afslutter Trediveårskrigen.

## Forhistorie og årsager

### Trosmæssige modsætninger
Efter reformationen, som havde spaltet Tyskland trosmæssigt, forsøgte de katolske og protestantiske fyrster i første omgang at finde en forfatningsmæssig løsning, som begge parter kunne leve med og en magtbalance mellem trosretningerne. Ved Den augsburgske religionsfred fra 25. september 1555 enedes man om grundprincippet cuius regio, eius religio (Den som regerer bestemmer religionen). Herefter var den katolske og den protestantiske trosbekendelse ligeberettiget, men ikke den reformerte (calvinistiske).
Med den videre udbredelse af reformationen mod slutningen af det 16. århundrede og den samtidige genkomst af katolicismen i Modreformationen blev viljen til kompromis stadig mindre.
Protestanterne så sig forfordelt af det åndelige forbehold, som uden deres accept var blevet indført af kejseren i religionsfreden. Heraf fulgte, at kirkelige områder var undtaget fra grundprincippet om cuius regio, eius religio, og at kirkefyrster, som overgik til protestantismen måtte opgive deres rettigheder. I kurfyrstendømmet Köln førte det forbehold i 1580'erne til krig. Katolikkerne beklagede sig over de hyppige overtrædelser af disse regler og krævede med stadig større vægt at få de mistede kirkelige områder tilbage.
Fra slutningen af det 16. århundrede søgte en ny generation fyrster – protestantiske og katolske – gennem magtanvendelse at styrke deres position og samtidig søgte calvinisterne ligestilling. Situationen i Tyskland blev skærpet af en økonomisk krise i begyndelsen af det 17. århundrede, foruden en række konflikter mellem fyrsthuse, som gik langt videre end til trosspørgsmål.

### Modsætninger mellem fyrstehuse
Siden begyndelsen af det 16. århundrede forsøgte Frankrig at befri sig fra omklamringen fra de habsburgske områder – Spanien, De spanske Nederlande og Burgund. Konflikten mellem Huset Habsburg og Frankrig overskyggede frem til det 18. århundrede alle andre konflikter i Europa – og Trediveårskrigen. Begge sider søgte efter forbundsfæller i konflikten – også ud over de trosmæssige: det katolske Frankrig støttede det protestantiske Holland, som siden 1568 førte en uafhængighedskrig mod den spanske gren af habsburgerne, hvis overhoved var den tysk-romerske kejser. Efter næsten 40 års krig indgik Spanien og Holland i 1609 en våbenstilstand som skulle gælde i 12 år.

### Skærpelse af konflikten
Mens man ventede på en fornyet opblussen af kampen om Holland, skærpedes de religiøse modsætninger i Tyskland. I 1608 forbød det protestantiske råd i byen Donauwörth katolikkerne at udøve deres tro. Derpå blev byen idømt Reichsacht – dømt fredløs. Hertug Maximilian 1. af Bayern tvang Donauwörth tilbage til den katolske tro. Som direkte reaktion herpå sluttede de fleste protestantiske rigsstænder sig sammen i Den protestantiske union for at modstå bestræbelserne på at gøre protestantiske områder katolske igen. Leder af unionen blev den calvinistiske Kurfyrste Friedrich 5. af Pfalz. De protestantiske fyrster så unionen som en forsvarsunion, som var nødvendig, da alle Rigsinstitutionerne, herunder Rigskammerretten, som følge af de trosmæssige modsætninger var blokeret, og da de ikke længere anså freden i riget som en givet sag.
Som modtræk sluttede de katolske rigsstænder sig i 1609 sammen under ledelse af Maximilian 1. af Bayern – til Den Katolske Liga. Ligaen ville opretholde det hidtidige Rigssystem og bevare den katolske overlegenhed.
Religiøse og dynastiske spændinger havde i mellemtiden skabt spændinger i hele Europa. De var nær blevet udløst allerede i 1610 ved den Jülich-Klevische arvestrid. I første omgang blev denne udvikling bremset af mordet på kong Henrik 4. af Frankrig, der havde været den drivende kraft bag forbundet mod Habsburg.

## Krigens udbrud
Anledningen, som førte til den store krig, var opstanden blandt de fortrinsvis protestantiske stænder i Bøhmen i 1618. I striden om benyttelsen af en kirke i den bøhmiske landsby Braunau havde den strengt katolske modreformatoriske østrigske ærkehertug og konge af Bøhmen Ferdinand 2. tilbagekaldt det majestætsbrev, som sikrede religionsfrihed for protestanterne i Böhmen. Han var i 1619 blevet valgt til Tysk-romersk kejser.
En gruppe protestantiske adelige greb i maj 1618 til en traditionel form for protest: De kastede de kejserlige råder Martinitz og Wilhelm Slavata samt en sekretær ud af vinduet i det bøhmiske kancelli på borgen i Prag. De overlevede faldet, hvilket protestantiske skribenter senere tilskrev en mødding, mens katolikkerne hævdede, at det skyldtes indgriben fra Jomfru Maria. Denne episode anses for det, der udløste krigen.
De bøhmiske stænder påberåbte sig deres urgamle ret til selv at vælge deres konge og erklærede i 1619 Ferdinand for afsat. I stedet valgte de kurfyrste Friedrich 5. af Pfalz, overhovedet for den Protestantiske Union, til ny konge af Bøhmen. Efter råd fra sin minister Christian 1. af Anhalt-Bernburg, accepterede den 23-årige Friedrich valget, men fik efter undertegnelsen af traktaten i Ulm ikke den militære støtte fra de protestantiske rigsstænder, som han havde håbet på. Alligevel holdt Friedrich sit indtog i Prag, da han håbede på støtte fra såvel det calvinistiske Holland som fra sin svigerfar kong Jakob 1. af England. Disse håb viste sig heller ikke at blive opfyldt, og Friedrich og de bøhmiske stænder stod stort set alene.
De bøhmiske stænders opstand stillede spørgsmålstegn ved det kejserlige overherredømme. Det kunne Ferdinand 2. ikke tillade uden at risikere at miste sin magt i hele riget. Da han ikke selv havde midlerne til at føre krig mod Friedrich og de bøhmiske stænder, afsluttede han en traktat med hertug Maximilian 1. af Bayern. Herefter skulle hertugen slå den bøhmiske opstand ned ved hjælp af en hær fra Den Katolske Liga. Til gengæld skulle den bayeriske Wittelsbacher overtage kurværdigheden fra sin pfalziske fætter og indlemme Oberpfalz i hertugdømmet Bayern.
Med indsættelsen af katolske tropper under ledelse af den bayeriske feltherre Johann Tserclaes Tilly i Bøhmen blev konflikten til en egentlig krig.. Den 8. november 1620 fandt krigens første store slag sted ved Prags porte i Slaget ved Det Hvide Bjerg. De talmæssigt langt overlegne katolske tropper besejrede den bøhmiske hær og Friedrich af Pfalz måtte flygte fra Prag og gå i eksil efter mindre end et år på den bøhmiske trone.
Alle deltagerne var gået et skridt for langt: Ferdinand 2. som havde stillet sin katolske tro højere end freden i sit land. Friedrich 5. som modtog en krone, som traditionelt tilhørte Habsburgerne, velvidende at det ville Ferdinand ikke stiltiende affinde sig med og endelig Maximilian 1., som havde stillet så store krav for at understøtte kejseren, at ligevægten i riget forskubbede sig så kraftigt til fordel for katolikkerne, at de protestantiske fyrster ikke kunne acceptere det.

## Forløbet af krigen
Trediveårskrigen opstod som en lokal strid mellem stænderne og centralmagten, men udviklede sig til en konflikt indenfor det Tysk-Romerske kejserrige, for til sidst at udvikle sig til en europæisk krig. Selv om den i første omgang udsprang af religiøse stridigheder, blev det i løbet af krigen snart klart, at den blev ført af rent magtpolitiske årsager. På det Tysk-romerske riges territorium bekæmpede to magtblokke hinanden, begge under ledelse af katolske stater: de spanske og østrigske habsburgere på den ene side og Frankrig på den anden.
I de 30 år fra 1618 til 1648 fulgte fire konflikter efter hinanden:
- Den bøhmiske opstand, 1618-1622
- Christian 4.'s deltagelse, kaldet Kejserkrigen, 1625-1629
- Den svensk-tyske krig, 1630-1635
- Den svensk-fransk-tyske krig, 1635-1648

Undervejs blev der gjort to forsøg på at afslutte konflikten, Freden i Lübeck i 1629 og Freden i Prag i 1635, men de mislykkedes fordi de ikke tilgodeså alle de direkte eller indirekte deltageres interesser. Det lykkedes først at få en varig fred gennem den første fælleseuropæiske fredskongres i Münster og Osnabrück 1641-1648.

### Den bøhmisk-pfalziske krig (1618–1623)
I starten så det ud som om de bøhmiske stænder ville få held med deres opstand. Den bøhmiske hær under Heinrich Matthias von Thurn trængte habsburgerne tilbage til deres østrigske stamlande og stod den 6. juni 1619 ved Wien. Ikke mindst den med bøhmerne allierede fyrste fra Siebenbürgen, Bethlen Gábor, gav kejseren problemer. Først da kejseren ved aftalen i München den 8. oktober 1619 fik støtte fra Maximilian 1. af Bayern og da den protestantiske kurfyrste af Sachsen Johann Georg 1., stillede sig bag kejseren, samt da Den Protestantiske Union ikke i tilstrækkelig grad kom Friedrich 5. til undsætning, ændrede krigslykken sig. I Slaget ved Det Hvide Bjerg blev den bøhmiske hær, under Christian 1., Fürst von Anhalt-Bernburg, alvorligt slået af kejserlige tropper under Tilly og Karl Bonaventura Graf von Buquoy. Efter slaget flygtede Friedrich fra Bøhmen og blev dømt fredløs. De fleste af de oprørske bøhmiske adelige blev henrettet den 21. juni 1621. Allerede inden da var Den Protestantiske Union blevet opløst.
De tilbageværende protestantiske hærførere Christian von Braunschweig-Wolfenbüttel og Ernst von Mansfeld fortsatte krigen udenfor Bøhmen. I Friedrich 5.'s pfalziske arvelande vandt de protestantiske tropper slaget ved Mingolsheim den 27. april 1622. I de følgende måneder led de dog alvorlige nederlag i Slaget ved Wimpfen (6. maj 1622) og Slaget ved Höchst (20. juni 1622). Christian von Braunschweig-Wolfenbüttel og Ernst von Mansfeld trådte derefter i hollandsk tjeneste og drog dertil. Undervejs mødte de en spansk hær, som de slog i Slaget ved Fleurus den 29. august. Pfalz kunne ikke holdes, og Friedrich 5. mistede den 23. februar 1623 sin kurværdighed, som overgik til Maximilian af Bayern. Christian von Halberstadt led i Slaget ved Stadtlohn på ny et ødelæggende nederlag og hans decimerede tropper var herefter ingen alvorlig trussel mod de kejserlige hære.

### Christian 4. griber ind – Kejserkrigen (1623–1629)
Efter at de protestantiske hære i Tyskland havde lidt det ene nederlag efter det andet, greb Christian 4. af Danmark-Norge nu til våben. Han pressede de protestantiske fyrster i Nordtyskland til at indgå i et forbund og lod sig vælge til kredsoberst for den Nedersachsiske Rigskreds. Sammen med sin forbundsfælde Ernst von Mansfeld planlagde han et felttog, som først skulle gå mod Thüringen og derefter mod Sydtyskland. Ligesom bøhmerne og Friedrich af Pfalz måtte Christian 4. også vente forgæves på nævneværdig støtte fra de andre protestantiske lande og fyrster. Hertil kom at han i sommeren 1626 stod overfor ikke bare en men to kejserlige hære, idet den kejserlige feltherre Albrecht von Wallenstein også havde opstillet en hær. Den 27. august 1626 led Christian 4. et knusende nederlag mod Tilly i Slaget ved Lutter am Barenberg, hvilket kostede ham støtten fra de tyske forbundsfæller.
Allerede den 25. april 1626 havde Wallenstein slået Christians forbundsfælle Ernst von Mansfeld i Slaget ved Dessau. Det lykkedes atter for Mansfeld at opstille en hær, som han undveg med sydpå. Han ville slå sig sammen med Bethlen Gabor i Ungarn og derefter angribe Wien. Wallenstein forfulgte hans hær af lejesoldater og tvang ham til sidst på flugt. Kort efter døde Mansfeld i nærheden af Sarajevo. I sommeren 1627 stødte Wallenstein på få uger op igennem Nordtyskland og videre op gennem Jylland. Kun de danske øer blev ikke besat af de kejserlige tropper, der ikke rådede over skibe. I 1629 sluttede Danmark fred med kejseren ved Freden i Lübeck og trådte ud af krigen.
Den protestantiske sag i Tyskland syntes tabt. Ligesom Friedrich af Pfalz i 1623 blev den med Danmark allierede Hertug af Mecklenburg erklæret for afsat. Kejseren overdrog hertugdømmet til Wallenstein, for dermed at få betalt sin gæld til ham. I 1629 udsendte Ferdinand 2. også det såkaldte Restitutionsedikt, som lod alle de kirkelige besiddelser, som protestantiske fyrster havde inddraget efter 1555, tilbagelevere. Ediktet markerede samtidig højdepunktet af kejserens magt i Det Tysk-romerske rige og vendepunktet i krigen, da det igen samlede protestanterne til modstand og gav dem forbundsfæller, som kejseren og Den Katolske Liga i den sidste ende ikke kunne overvinde.

### Gustav Adolf griber ind (1630–1635)
Efter at Danmark var trådt ud af Trediveårskrigen så Gustav 2. Adolf af Sverige sin chance for at gennemføre sine drømme om et stort imperium ved Østersøen.
Han landede med sin hær den 4. juli 1630 på øen Usedom og tvang Pommern, Mecklenburg, Brandenburg og Sachsen til et forbund. Den 17. september 1631 kom det til et slag mellem svenskerne og de kejserlige tropper under Tilly i Slaget ved Breitenfeld. Tilly havde kort forinden jævnet byen Magdeburg med jorden, men nu blev han tilintetgjort og kunne heller ikke året efter dæmme op for den svenske fremmarch i Sydtyskland. I Slaget ved Rain am Lech blev han såret og trak sig tilbage til Ingolstadt, hvor han den 30. april døde af sine sår. Svenskerne forsøgte at indtage byen, hvilket dog ikke lykkedes. Denne forsinkelse udnyttede kurfyrst Maximilian til at rykke fra Ingolstadt til Regensburg og besætte byen. Svenskerne trængte derefter videre frem til München og truede Østrig.
I denne for kejseren så farlige situation genudnævnte han Wallenstein, som af Rigsdagen i Regensburg var blevet afskediget i 1630, til øverstbefalende for de kejserlige tropper. Det lykkedes rent faktisk for Wallenstein at bide fra sig den 3. september 1632 i slaget ved Alten Veste. Den svenske konge mistede kort efter livet under Slaget ved Lützen den 16. november 1632.
Gustav Adolfs datter Christina var endnu ikke myndig, så regeringens førelse blev overtaget af Axel Oxenstierna. Han sluttede et forbund med protestanterne i Sydtyskland i Heilbronn (1633–1634) hvorefter kampen blev videreført under svensk ledelse. Hans dygtigste modstander, Albrecht von Wallenstein, blev myrdet den 26. februar 1634 i Eger. I samme år lykkedes det i Slaget ved Nördlingen for de kejserlige tropper under feltherren Bernhard von Sachsen-Weimar at få den første store sejr over svenskerne.
De protestantiske rigsstænder, først og fremmest Kursachsen brød i 1635 ud af forbundet med Sverige og indgik Freden i Prag med kejser Ferdinand 2. I fredsaftalen blev det aftalt at Restitutionsediktet fra 1629 skulle udsættes i 40 år. Man besluttede også at man i fællesskab ville kæmpe mod rigets fjender. Hermed sluttede krigen endelgyldigt med at være en religionskrig, da det protestantiske Sverige samtidig allierede sig med det katolske Frankrig i
Wismar aftalen med det formål i fællesskab at inddæmme de habsburgske kejseres magt.

### Den europæiske krig (1635–1648)
I denne situation frygtede Frankrig at en eventuel fredsslutning mellem Sverige og Det Tysk-romerske rige kunne blive til fordel for kejseren. Derfor besluttede man sig i Paris til at angribe ind i Tyskland. 13 år varede denne fase af krigen uden at det kom til et afgørende slag eller en militær sejr. Fra 1643 forhandlede de krigsførende parter om en mulig fred i byerne Münster og Osnabrück. Forhandlingerne og krigen varede imidlertid i yderligere fem år og først i 1648 blev den Westfalske Fred indgået. Her blev den augsburgske religionsfred fra 1555 genoprettet, og hermed det frie kirkevalg. Desuden blev den tyske kejser frataget rettigheder, som i stedet blev overdraget til Rigsdagen. Rigsstænderne blev selvstændige og Europa blev opdelt på ny mellem de stridende parter.

## Den westfalske fred og følgerne af krigen
Ved de indledende fredsforhandlinger enedes man i slutningen af 1641 i Hamburg om at holde en generel fredskongres i byerne Münster (for katolikkerne) og Osnabrück (for den protestantiske side). Tidligere havde Køln, Lübeck og Hamburg være på tale. Efter at hovedmægleren, grev Maximilian von Trauttmansdorff, var rejst fra Münster, da det ikke var lykkedes ham at skabe enighed, førte Rigshofråd Isaak Volmar og den kejserlige gesandt, Grev Johann Ludwig af Nassau-Hadamar fredsforhandlingerne til ende.
I den westfalske fred blev udover den katolske og den lutherske også den reformerte kirke anerkendt som ligeberettiget. I fire rigsstæder, hvor befolkningen tilhørte forskellige trossamfund, blev der indført trosmæssig lighed, således i Augsburg og Biberach.
Der blev udformet omfangsrige regler om alle de religiøse stridsspørgsmål. Derved fandt man til tider pragmatiske og til tider kuriøse løsninger. Således blev det besluttet, at der i stiftet Osnabrück skiftevis skulle være katolske og protestantiske biskopper (udpeget af fyrstehuset Braunschweig-Lüneburg).
Den nye stormagt Sverige fik i 1648 Vorpommern på bekostning af Brandenburg med Stettin og hele Oder-mundingen foruden byen Wismar, Neukloster og ærkebispedømmet Bremen sammen med bispedømmet Verden som et rigslen.
Danmark, som krævede hertugdømmerne ved Elben, blev forbigået.
Spanien nåede til enighed med hollænderne om en statslig uafhængighed. Ærkehertugdømmet Østrig afgav Sundgau til Frankrig. Et katolsk eneherredømme over det tyske rige blev således ikke opnået.
I øvrigt var det begrænset, hvad der ændrede sig i Tyskland: magtsystemet med kejser og rigsstænder blev genopbygget uden at ændre væsentligt. Rigets politik blev ikke sekulariseret, men forholdet mellem religionerne blev fastlagt på en ny måde. Frankrig derimod blev det stærkeste land i Vesteuropa. Holland og Schweiz blev udskilt fra Det Tyske rige, hvilket for schweizernes vedkommende dog kun var en bekræftelse af hvordan virkeligheden havde set ud siden 1499.
Dele af det tyske rige blev stærkt ødelagt. Efter nutidige vurderinger kostede krigen mellem 3 og 4 mio. mennesker livet ud af en befolkning i det tyske rige på omkring 17. mio. De fleste omkom af sygdomme efter 1634.
Blandt krigens vindere var byen Hamburg, som godt nok ikke fik opfyldt sit mål om at blive en fristad, men som kunne sætte sig på en stor del af handelen i Mellemtyskland. For de store handelsbyer i syd forcerede krigen den nedgangsperiode, som indledtes i slutningen af det 16. århundrede.
Upåagtet og til stor skade var det, at med Hollands uafhængighed og tabet af vigtige kystområder og havne ved Østersøen til Sverige var næsten alle vigtige flodmundinger under fremmed kontrol. De tyske stater havde næsten ikke adgang til havet, og var dermed i høj grad afskåret fra at drive oversøisk handel. Tyskland havde dermed ikke blot mistet indflydelse på sin fremtid til de omgivende lande, det var også erhvervsmæssigt afskåret fra de muligheder, som skibsfart og erhvervelsen af kolonier åbnede for lande som England, Holland og Danmark.
Frankrig, England, Sverige og Holland kunne efter Trediveårskrigen udvikle sig til nationalstater. Med den opblomstrende handel skete der i disse lande en opblomstring af det liberale borgerskab, hvis fravær i Tyskland fik umådelig stor betydning for fremtiden. Det tyske rige var fortsat et løst forbund af fyrstendømmer. Da dette forbund blev til den vigtigste fredsfaktor i Europa i de følgende 150 år, skete det på bekostning af Tysklands økonomiske muligheder.[kilde mangler]

## Finansiering af krigen
Staterne i Europa rådede ved begyndelsen af det 17. århundrede hverken over finansielle eller administrative strukturer, som var tilstrækkeligt effektive til at store stående hære kunne opretholdes, som det var nødvendigt under Trediveårskrigen. Finansieringen af de store hære af lejetropper bragte således alle krigsførende til stadig pengemangel, især de tyske fyrster hvis områder på grund af krigens længde og intensitet snart blev forarmet.
Løsningen herpå blev beskrevet af parolen Krigen nærer krigen. Hærene inddrev penge og naturalier i de områder, som de drog igennem . Det vil sige, det land, hvor der netop blev kæmpet i, eller som var besat, måtte betale krigens omkostninger. I den forbindelse sørgede feltherrerne så vidt muligt for, at det gik ud over modpartens områder. Jo længere krigen varede desto mere kom det til vilkårlige plyndringer samt røveri og mord. Wallenstein tilskrives en udtalelse om at en stor hær er lettere at finansiere end en lille, da den kan udøve et større tryk på civilbefolkningen.
Nogenlunde regelmæssigt betalte tropper som Wallenstein eller Gustav Adolfs opførte sig ved inddrivelsen af penge og materialer – i det mindste i de første krigsår – mere disciplineret end frie lejesoldater, som alt efter situationen nogle gange sluttede sig til den ene og andre gange til den anden side. I disse hære fandt man lejesoldater fra næsten alle lande i Europa.
Gustav Adolf havde i starten kommando over en forholdsvis homogen hær, som overvejende bestod af svenske og finske soldater. Dette og en fælles protestantisk tro, som de var rede til at kæmpe for, styrkede disciplinen og sammenholdet. Det bidrog også til svenskernes succes, at de havde en overlegen ildkraft og taktik. Efter Gustav Adolfs død blev netop de svenske tropper befolkningernes skræk.

## Vurderinger af krigen

### Krigen i den kollektive erindring og i litteraturen
Historikeren Friedrich Oertel skrev i 1947 om virkningerne af Trediveårskrigen på den tyske nationalkarakter: "Det forblev en tysk egenskab ikke at have fornemmelse for 'liberalitas', det indefra suveræne menneske, og at mangle fornemmelsen for 'dignitas', værdighed. Eftervirkningerne af Trediveårskrigen tynger på tragisk vis stadig vores folks historie og har forsinket dets modning. Hvornår forsvinder skyggerne endelig? Kan det forsømte indhentes?"

Trediveårskrigen har efterladt talrige spor i kunst og hverdagsliv – fra simple børnerim såsom Bet’, Kindchen, bet’, morgen kommt der Schwed’ til store værker i digtekunsten.
I sin skæmteroman Simplicius Simplicissimus, som udkom i 1669, skildrede Hans Jakob Christoffel von Grimmelshausen (1625–1676) forvirringen og gruen i krigen og skabte dermed den første betydelige roman i den tyske litteratur. En øjenvidneskildring er efterladt af lejesoldaten Peter Hagendorf i hans Chronik.
Oplevelsen af en krig som ikke vil ende, sult, sygdom og generel ødelæggelse blev kimen til en lyrik af indtil da ikke oplevet intensitet, hvori den uafvændelige død og forgængelighed blev koblet sammen med barok livslyst. Således skrev Andreas Gryphius sonetten Fædrelandets tårer i 1636. Det tilhører stadig de mest citerede antikrigsdigte. Det begynder med verselinjerne:
Wir sind doch nunmehr ganz, ja mehr denn ganz verheeret!
Der frechen Völker Schar, die rasende Posaun
Das vom Blut fette Schwert, die donnernde Kartaun,
Hat aller Schweiß und Fleiß und Vorrat aufgezehret.
I det 18. århundrede beskæftigede Friedrich Schiller sig med krigen som historiker og dramatiker. I 1792 offentliggjorde han sin Historien om Trediveårskrigen som fortsat er gyldig på mange punkter. Syv år senere afsluttede han sit drama i tre dele om Wallenstein.
I takt med at den tidsmæssige afstand voksede så forfatterne i stigende grad den store krig i det 17. århundrede som en metafor for krigens rædsler i almindelighed. Det mest kendte eksempel herpå fra det 20. århundrede er Bertolt Brechts stykke Mutter Courage og hendes børn, som foregår i Trediveårskrigen, men gør det tydeligt at forråelsen og ødelæggelsen af menneskene gennem vold kan foregå overalt og til enhver tid.